# やすらぎ堤

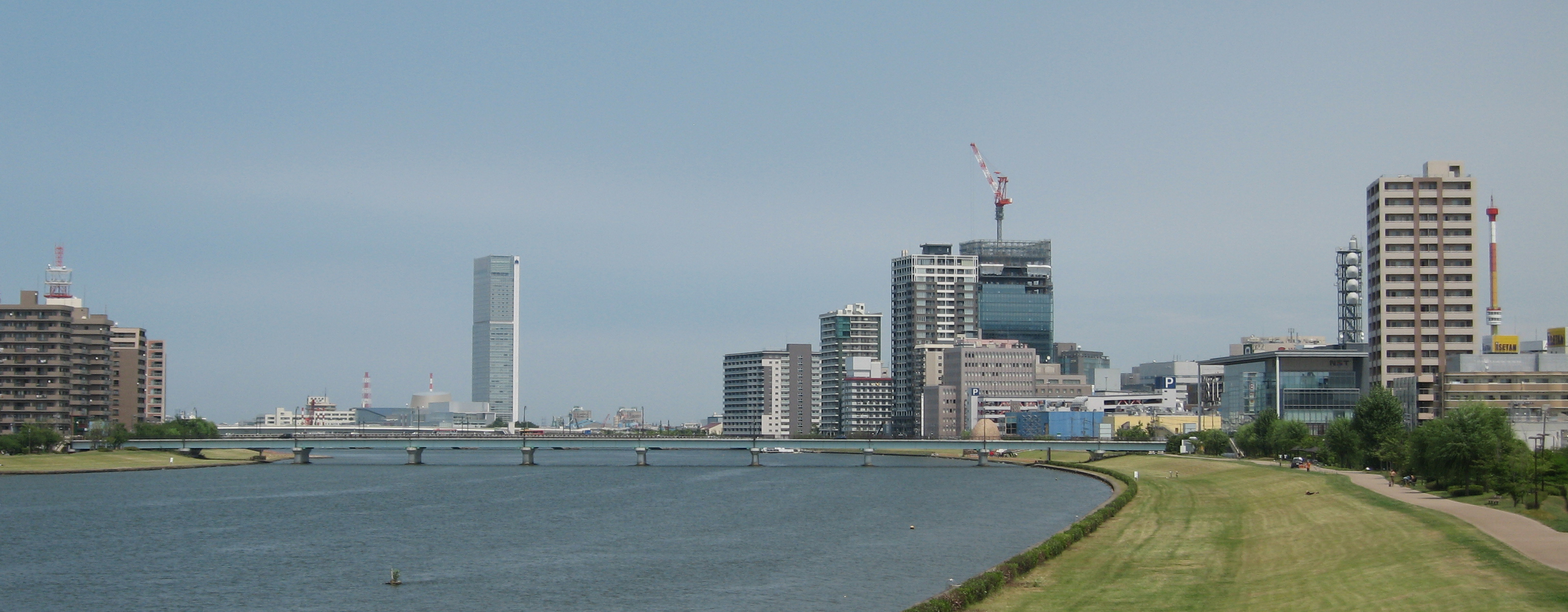
やすらぎ堤と市街地（昭和大橋から）

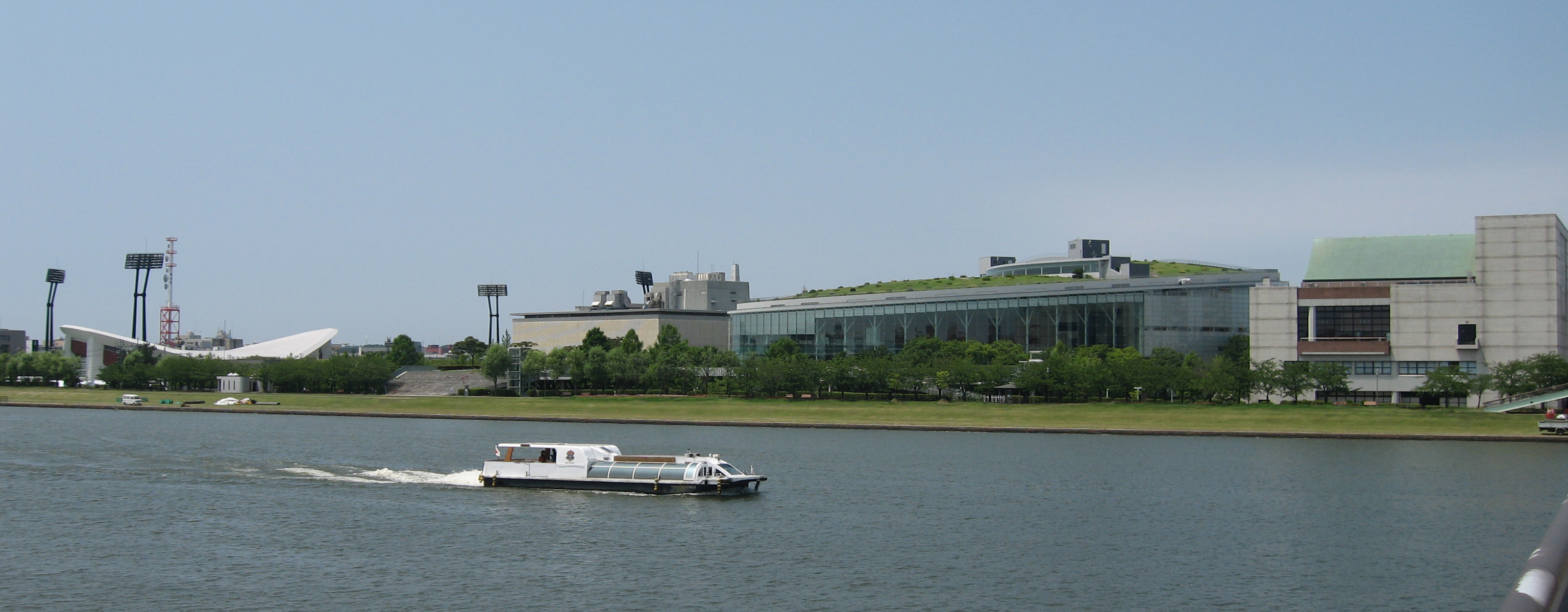
やすらぎ堤と劇場施設群（昭和大橋から）

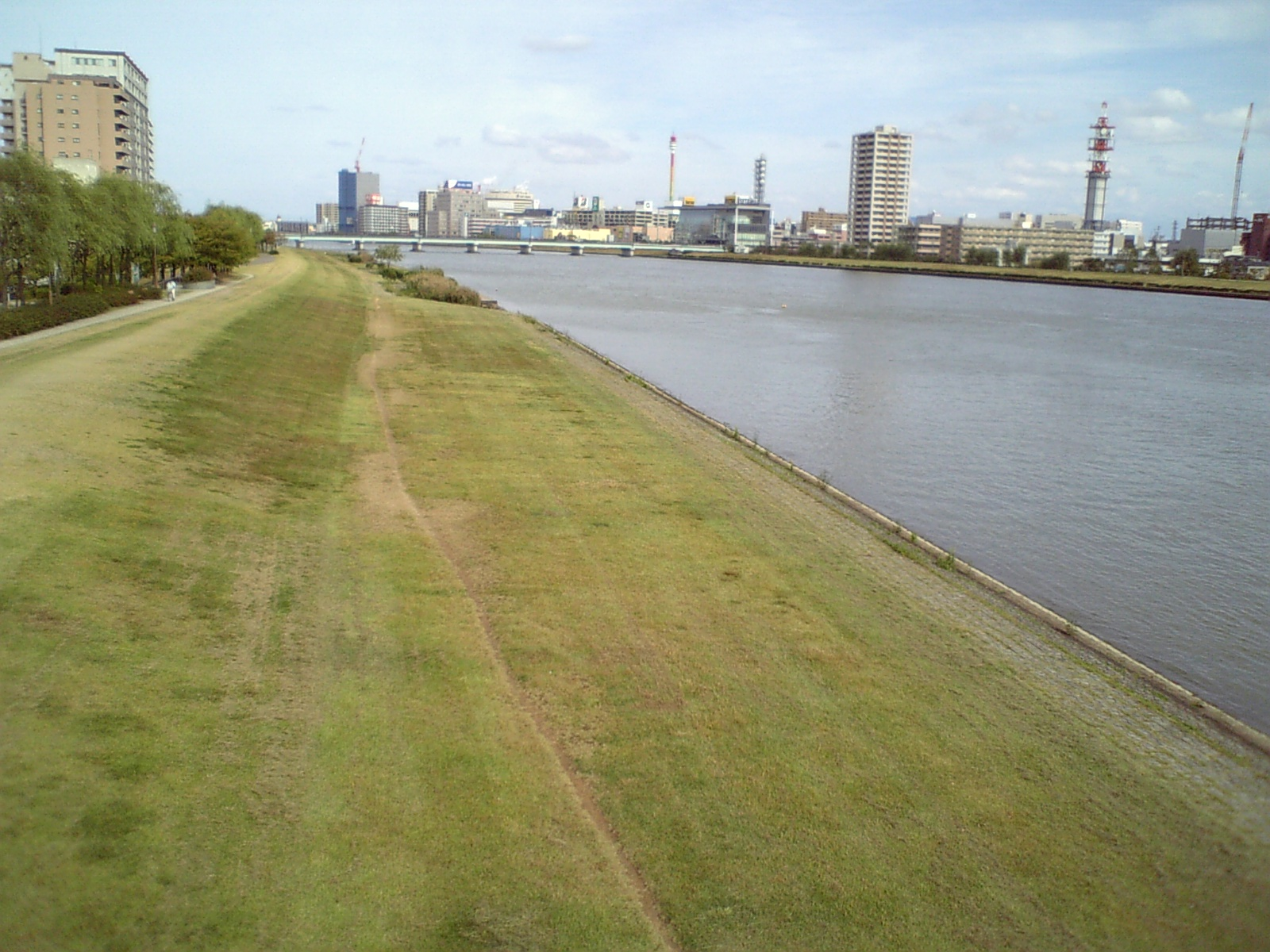
やすらぎ堤（左岸が新潟島側）

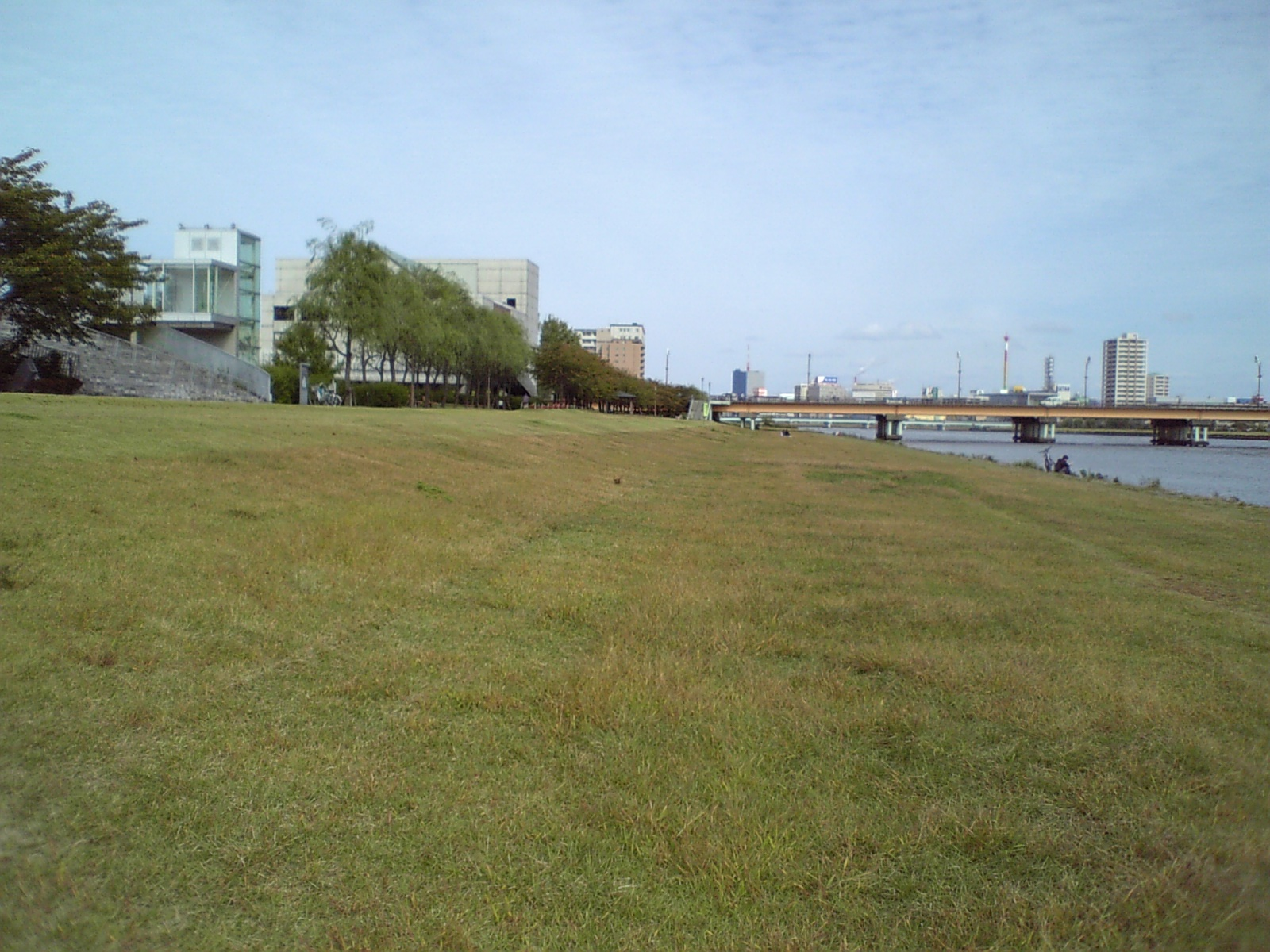
河川敷付近の様子

やすらぎ堤（やすらぎてい）は、新潟県新潟市中央区の信濃川本川下流域に於いて整備された親水型堤防である。

## 概要
1980年代に着工した法面勾配の緩やかな親水型堤防であり、当時全国初となる「5割勾配」（底辺と対辺の比率が5対1、角度にして約11度の傾斜）が採用された。堤防の高さは平均で約2m、幅は広い箇所で約15mを有し、市民の憩いの場となっている。また広大な敷地面を活用し、イベント会場などにも利用されている。
整備事業のうち、堤防は信濃川の河川改修事業の一環として、国土交通省北陸地方整備局信濃川下流河川事務所により行われている。また堤防の整備に合わせ、新潟市が堤防の外郭部に緑地帯や公園を整備している（信濃川やすらぎ堤緑地）。
やすらぎ堤の整備区間は、関屋分水路との分岐点付近の信濃川水門から萬代橋までの延長約4.5 kmの両岸となっており、2015年時点では一部の区間が未整備となっている。

## 歴史
新潟市域は元来、河川や海の水面の高さよりも土地が低い地帯が多いことから、洪水や津波に対し非常に脆弱な地域で、大河津分水路が開削されるまでは洪水が頻発し、また1964年（昭和39年）に発生した新潟地震による津波では、信濃川河口から現在の中央区川岸町付近に至る広い範囲まで浸水被害が及んだ。
その新潟地震の災害復旧事業の一環として、現在の関屋分水路分流点から河口までの本川下流域には堤防や護岸が整備されたが、これらはあくまでも応急的な防災施設に過ぎず、また信濃川自体も国が設定した計画流量（毎秒1000立方メートル）を確保するには不充分なままとなっていた。
信濃川公園構想
そのような状況の中、1970年（昭和45年）12月に「信濃川公園構想」が浮上。関屋分水路の完成後、分水路から八千代橋間の左岸を川幅三分の一程度まで埋め立てて、公園にするというものであった。
新潟県と新潟市、新潟商工会議所などが実現に向けて動き始め、1971年（昭和46年）計画図を発表。1975年（昭和50年）1月に策定された「第二次新潟市総合計画」にも盛り込まれたが、1978年（昭和53年）に新潟市が実施した信濃川公園に関する市民アンケートで賛成が56％にとどまり、洪水や美観上の問題から反対意見も多く、新潟市は慎重に検討を行うことにした。
やすらぎ堤の整備
新潟市などによって「信濃川公園構想」が計画されている頃、建設省では大洪水に備えて信濃川本川下流域の堤防を改修し防災機能を確保する計画を立てていた。新しい堤防の計画は高い壁のような堤防を設けるものではなく、快適な憩いの空間を水や緑に親しめる環境を求める人々の意識の変化に対応したものであった。両岸とも当時の堤防の川側に勾配の緩やかな幅20メートルほどの新しい堤防を設け、さらに15メートルほどの河川敷、堤防の陸側には自転車道と道路、緑地を置いて人々が憩えるやすらぎの場として親水型堤防を整備する計画であった。1983年冬に着工した。
新堤防は「やすらぎ堤」と命名されて1987年（昭和62年）に本工事が開始。基本的な工法は、川底を浚渫して掘り下げることによって断面積を広げて流量を確保し、川底から掘削した土砂を利用して堤防を嵩上げするというもので、最初に着工した昭和大橋からJR越後線鉄橋間が1988年（昭和63年）7月に市民が緑や水に親しむ緑地として完成し翌年に一般開放された。
耐震化工事
国土交通省では2011年3月11日に発生した東日本大震災を受けて、やすらぎ堤周辺部の液状化現象による沈降や崩壊、更には津波による浸水を防止するため、地下の基礎地盤を強化する耐震対策工事を実施している。まず2012年度に左岸側で、続いて2013年度に右岸側で実施し、地盤の強化が図られる予定である。

### 沿革
- 1983年12月 - 工事着工
- 1987年 - 一部供用開始（以後、順次供用箇所を拡大）
- 2003年（平成15年）7月5日 - JR白山駅と堤防左岸側とを結ぶ延長700 mの遊歩道「白山駅・やすらぎルート」が完成[6]。

## ミズベリング信濃川やすらぎ堤
萬代橋から八千代橋にかけての18 haの区域は2016年（平成28年）、河川空間のオープン化を図り、河川敷地占用準則に基づく都市・地域再生等利用区域に指定された。これによってミズベリングプロジェクトなど、民間事業者によるにぎわい創出が進んでいる。
2017年度から新潟県三条市に本社を置くアウトドアメーカー、スノーピークがエリアマネジメント事業者となり、期間限定で右岸側を中心にオープンカフェやバーベキュー、ビアガーデンなどの飲食店テナントを誘致しているほか、同社製品を用いた体験キャンプのイベントやキャンピングオフィスの提供などが行われている。